# Iso Ahvenjärvi (Ilomants, Norra Karelen, Finland)
Iso Ahvenjärvi eller Ahvenjärvi är en sjö i Finland. Den ligger i kommunen Ilomants i landskapet Norra Karelen, i den sydöstra delen av landet, 400 km nordost om huvudstaden Helsingfors. Iso Ahvenjärvi ligger 151,8 meter över havet. Den är 27,6 meter djup. Arean är 57,1 hektar och strandlinjen är 5,13 kilometer lång. Sjön  ingår i Vuoksens huvudavrinningsområde.   I omgivningarna runt Iso Ahvenjärvi växer i huvudsak blandskog.